# Svjetski kup u vaterpolu 1991.
Svjetski kup u vaterpolu 1991. sedmo je izdanje ovog natjecanja. Održan je u Barceloni u Španjolskoj od 16. do 21. srpnja. 

## Konačni poredak
| Mj. | Država      |
| --- | ----------- |
| 1.  | SAD         |
| 2.  | Jugoslavija |
| 3.  | Španjolska  |
| 4.  | Mađarska    |
| 5.  | SSSR        |
| 6.  | Rumunjska   |
| 7.  | Australija  |
| 8.  | Njemačka    |